# Homosexualität in Indien
Homosexualität ist in Indien gesellschaftlich stark tabuisiert. In den letzten Jahren hat sich das gesellschaftliche Klima allerdings insbesondere in den indischen Großstädten und vor allem durch Bollywood in zunehmendem Maße liberalisiert. Das seit der britischen Kolonialzeit geltende Verbot homosexueller Handlungen wurde am 6. September 2018 durch das Oberste Gericht Indiens aufgehoben.

## Rechtliche Situation
Seit der britischen Kolonialzeit beinhaltet das indische Strafgesetzbuch aus dem Jahr 1861 Section 377, der „sexuelle Handlungen wider die Natur“ unter Strafe stellt. Das Strafmaß variierte in der Vergangenheit zwischen zehn Jahren Gefängnis und lebenslanger Gefängnishaft. Jedoch wurde seit rund zwanzig Jahren in Indien keine Verurteilung nach Section 377 zu einer Gefängnisstrafe wegen einer gleichgeschlechtlichen Handlung ausgesprochen. Oft hingegen wurden Lesben und Schwule Erpressungen ausgesetzt, oder es wurden durch die Polizei Haftarreste ausgesprochen.
Das Gesetz zur Kriminalisierung wurde am 6. September 2018 durch das Oberste Gericht Indiens aufgehoben.

### Reformbewegung zur Aufhebung von Paragraph 377 des indischen Strafgesetzbuches
Die Organisation Human Rights Watch argumentiert seit einigen Jahren, dass das Gesetz ein Haupthindernis für Präventionsbemühungen gegen HIV/AIDS in Indien sei. Da bereits Aufklärung und die Verteilung von Präservativen als strafbare Förderung der Homosexualität eingestuft wurde, kam es zu Behinderungen und Festnahmen von Mitgliedern der in diesem Bereich tätigen NGO NAZ Foundation. Die Organisation setzte sich 2001 mit einer PIL (Popularklage) gegen die Regierung des Hauptstadtterritoriums Delhi zur Feststellung der Verfassungswidrigkeit von Paragraph 377 des Indian Penal Code dagegen zur Wehr. Im Jahr 2004 versagte der Delhi High Court ihr die Klagebefugnis, da kein öffentliches Interesse gegeben sei und sie als Organisation daher keine PIL einreichen könne. Dieser Beschluss wurde hingegen vom Supreme Court of India im Jahr 2006 mit der Feststellung des Vorliegens eines öffentlichen Interesses aufgehoben und die Sache zur Entscheidung an den High Court verwiesen. Weitere Personen des öffentlichen Lebens in Indien und die Aktion Voices Against 377 traten in Delhi für die Abschaffung der Illegalität ein und begleiteten das Gerichtsverfahren medial. So unterzeichneten im September 2006 der indische Wirtschaftsnobelpreisträger Amartya Sen und der Schriftsteller Vikram Seth sowie weitere prominente indische Bürger einen offenen Brief zur Legalisierung. Im Sommer 2008 befürworteten der indische Premierminister Manmohan Singh, der indische Arbeitsminister Oscar Fernandes und der Vorsitzende der 12. Finanzkommission der Regierung C. Rangarajan die Aufhebung von Paragraph 377. Ebenso befürwortete im August 2008 der indische Gesundheitsminister Anbumani Ramadoss eine Aufhebung von Paragraph 377. Im Zuge des Anchorage case, wo es primär um Pädophilie und Prostitution geht, aber auch nach Paragraph 377 angeklagt wurde, äußerten sich im Sommer 2008 erstmals Richter, Bilal Nazki und Sharad Bobde vom Bombay High Court, dass der Paragraph 377 einer Revision bedürfe. Am 2. Juli 2009 entschied der Delhi High Court, dass Paragraph 377 verfassungswidrig sei. Die Entscheidung hat die Nichtanwendbarkeit von Paragraph 377 im Zuständigkeitsbereich des Gerichts, im Unionsterritorium Delhi, zur Folge. Die Entscheidung wurde umgehend vor dem Obersten Gericht als Revisionsgericht und höchste Rechtsmittelinstanz angefochten. Eine erste Anhörung fand am 20. Juli 2009 statt. Nach Diskussionen auf Ministerebene hat sich die indische Regierung auf die stillschweigende Anerkennung der ausstehenden Entscheidung des Supreme Courts und spätere Änderung des Paragraphen 377 des indischen Strafgesetzbuches verständigt.
Am 11. Dezember 2013 hob der Supreme Court die untergerichtliche Entscheidung von 2009 auf und erklärte den Paragraphen 377 für verfassungsgemäß, Bestrafung von Homosexualität sei kein Verfassungsbruch. Das Urteil stellt es der Politik aber frei, den Paragraphen 377 durch ein Gesetz abzuschaffen.
Am 2. Februar 2016 entschied der Supreme Court, dass er sich erneut mit der Überprüfung der Kriminalisierung befassen werde. Am 8. September 2018 entschied das Oberste Gericht für die Entkriminalisierung von laut Gesetzestext „unnatürlichen Sexualpraktiken“, darunter auch Homosexualität. Das in § 377 des Strafgesetzbuchs enthaltene und mit einer bis zu zehnjährigen Haftstrafe bewehrte Verbot von „fleischlichem Verkehr gegen die Ordnung der Natur“ gilt zwar weiterhin für Akte mit Kindern oder Tieren, aber nicht mehr für hetero- oder homosexuellen Oral- und Analverkehr.

## Antidiskriminierungsgesetze
In Indien existieren keine Antidiskriminierungsgesetze.

## Anerkennung homosexueller Paare
Eine staatliche Anerkennung von gleichgeschlechtlichen Paaren besteht nicht. In den indischen Medien hingegen wird dieses Thema in zunehmendem Maße diskutiert.

## Gesellschaftliche Situation

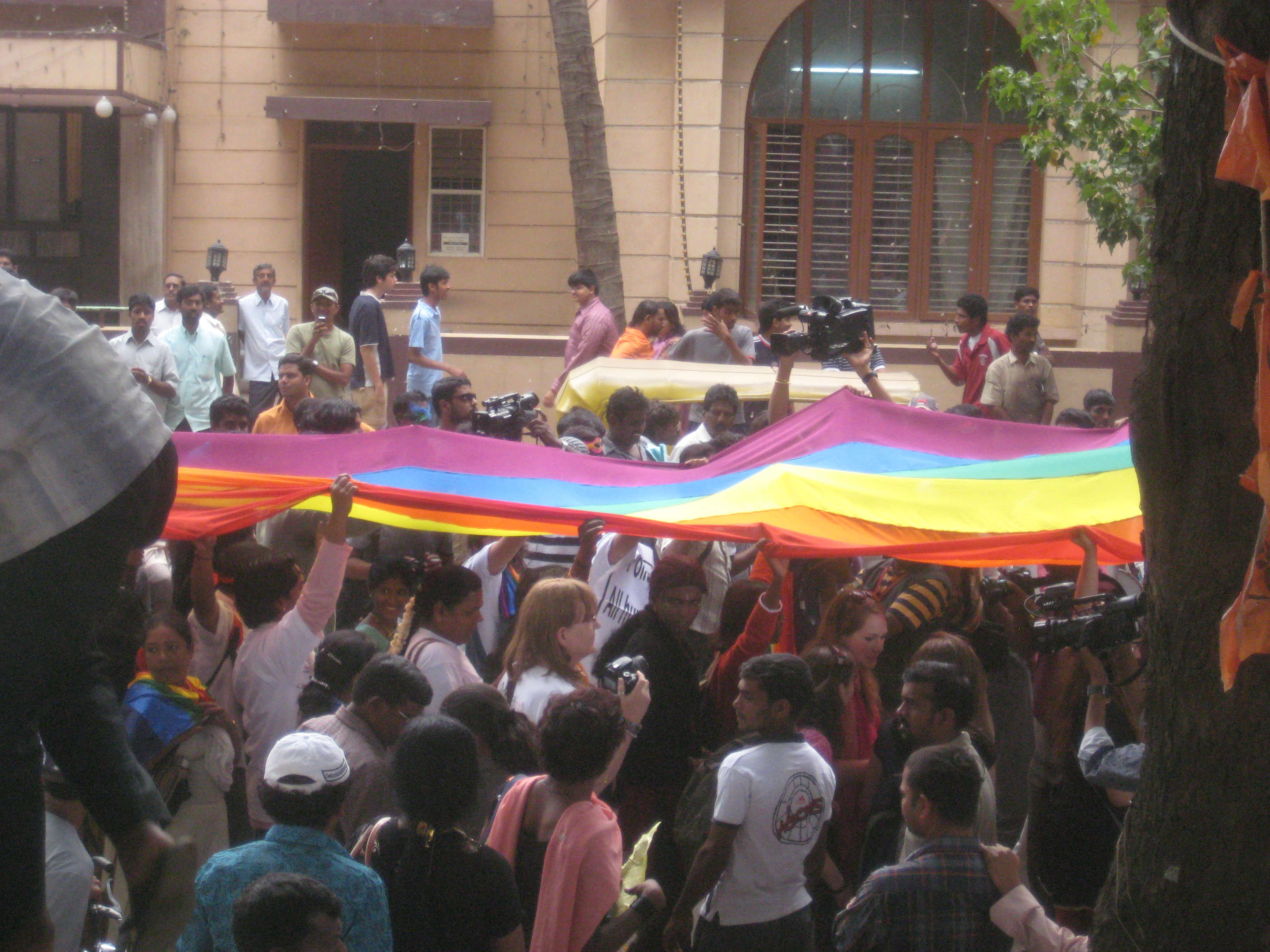
Bangalore Gay Pride Parade, 2013

Das Thema Sexualität war in Indien durch das 20. Jahrhundert hindurch weitgehend tabuisiert. Sexualität wurde kaum öffentlich diskutiert. Im alten Indien seien homosexuelle Aktivitäten „ignoriert oder stigmatisiert, aber nie aktiv verfolgt“ worden, so der Psychologe Aishe Kakar.
Im 21. Jahrhundert lockerte sich das Tabu in der indischen Öffentlichkeit. In Kolkata fand 1999 die erste kleine Pride-Veranstaltung statt, die 2005 als Rainbow Week gefeiert wurde.
Medien und insbesondere die indische Filmindustrie verändern das gesellschaftliche Bewusstsein und die positive Darstellung von Sexualität. Filme wie Dostana von 2008 und Dunno Y … Na Jaane Kyun von 2010 sind Beispiele für die Veränderungen in der Filmindustrie, dieses Thema anzusprechen.

Wichtig sind auch die Queer Film Festivals. Hier ist zu nennen: das Chennai International Queer Film Festival (seit 2005), das Calcutta International LGBTQIA+ Film and Video Festival DIALOGUES (seit 2007), das KASHISH Mumbai International Film Festival (seit 2010), das Bangalore Queer Film Festival (seit 2010), das Delhi International Queer Theater and Film Festival (seit 2015).
In den Großstädten Neu-Delhi, Mumbai, Kolkata,  Chennai, Hyderabad und Bengaluru entstehen zunehmend LGBT-Communitys, zudem findet sich dort ein wachsendes Angebot an schwulen und lesbischen Discos und Nachtclubs – wenn auch stark eingeschränkt und verdeckt. In Chennai gibt es mehrere queer-aktivistische Gruppen, z. B. „Sahodaran“  (dt.: „Bruder“, 1998 gegründet), Orinam (dt.: „Eine Gemeinschaft“, 2003 gegründet) und „Magizhavan“ (dt.: „Mein Sohn ist schwul“). Queer-feministische Gruppen gibt es u. a. in Delhi („Nazariya“) und Kolkata („Sappho for Equality“).
Der erste Pride March Indiens (und Südasiens) war der Kolkata Rainbow Pride Walk im Jahr 1999, 2008 folgten Neu-Delhi, Mumbai und Bengaluru, 2009 Chennai und Bhubaneswar. Seitdem werden in vielen weiteren Städten Indiens Pride Paraden abgehalten.
Im Januar 2015 wurde die Transsexuelle (Hijra) Madhu Kinnar in der Stadt Rajgarh (150.000 Einwohner) im konservativen, zentralindischen Bundesstaat Chhattisgarh zur Bürgermeisterin gewählt.
Queere Zeitschriften sind: Bombay Dost, im Mai 1990 als erstes indisches Schwulenmagazin gegründet und Fun, im Juli 2010 von Prinz Manvendra Singh Gohil gegründet.
Daneben gibt es folgende Online-Magazine: Pink Pages India, 2009 gegründet;
Lesbenmagazin Jiah; Gaysi, 2008 gegründet; Queer Chronicle, Pune, 2009 gegründet; Gaylaxy, 2010 gegründet; und Trikone, das sich auch auf weitere Länder in Südasien erstreckt.
Im Internet finden sich auch Chatrooms und Datingseiten wie GayDia.com oder Romeo.

## Internationale Politik (UN)
Seit 2010 unterstützt Indien in den UN die Rechte von Homosexuellen:
- Im November 2010 stimmte Indien in der UN-Vollversammlung für eine – zunächst abgelehnte – Erklärung, die die Todesstrafe für Homosexuelle verurteilt.[56]
- Im Juli 2011 stimmte Indien für die Verleihung des UN-Beraterstatus (im UN-Wirtschafts- und Sozialrat ECOSOC) an den queeren Welt-Dachverband ILGA.[57]

Im Gegensatz zu vielen anderen Staaten, in denen es strafrechtliche Verfolgung gegen Homosexuelle gibt, hat Indien zwar zu jeder Zeit ebenso die Section 377, die u. a. gleichgeschlechtlichen Verkehr verbietet, beibehalten, allerdings hat Indien – anders als die anderen betreffenden Staaten – in der UN-Generalversammlung meist für die Rechte Homosexueller gestimmt.
In einer 2013 bekannt gewordenen Erklärung erklärte Navi Pillay, dass die Entscheidung des höchsten Indischen Supreme Courts einen Verstoß gegen den von Indien unterzeichneten, auch als Völkergewohnheitsrecht gesehenen Internationalen Pakt über bürgerliche und politische Rechte darstelle, der zu einem der zwei sogenannten „UN-Pakten“ zähle.